# Centaurea maculosa
Centaurea maculosa es una planta herbácea de la familia de las compuestas.

## Hábitat
Es nativa del este de Europa. Se ha introducido en América del Norte donde se le considera a veces una especie de plantas invasora en las Montañas Rocosas. Agentes biológicos de control de plagas, se utilizan en contra de esta planta, incluidas las polillas Agapeta zoegana y Metzneria paucipunctella, el gorgojo Bangasternus fausti, Larinus obtusus y Cyphocleonus achates, y la mosca de la fruta Chaetorellia acrolophi. Es una especie pionera encontrada en los sitios recientemente perturbados o aberturas. Una vez que se ha establecido en un sitio perturbado, continúa extendiéndose en los alrededores del hábitat. Esta especie derrota a sus competidores nativos por al menos con tres métodos: 1) Su raíz que chupa el agua más rápido que los sistemas de raíz de sus vecinos, 2) propagación rápida a través de la producción de semillas, y 3) Menos probabilidades de ser elegido como alimento por los herbívoros. Su semilla es 6 mm con unas pequeñas cerdas en la punta que hace que el viento sea su principal medio de dispersión.

## Descripción
Las hojas son un verde grisáceo pálido llamado Glauco. Están cubiertos de cortos pelos muy finos. Las hojas se organizan desde una roseta basal, son alternas, de hasta 15 cm de largo, profundamente divididas en lóbulos. El tallo tiene menos hojas lobuladas y más pequeñas en la parte superior, es erecto o ascendente, delgado, peludo. 

## Taxonomía
Centaurea maculosa fue descrita por  Loscos & J.Pardo y publicado en Ser. Inconf. Pl. Aragon. 58. 1863
Etimología
Centaurea: nombre genérico que procede del Griego kentauros, hombres-caballos que conocían las propiedades de las plantas medicinales.
maculosa: con manchas
Sinonimia
- Centaurea cuneifolia Boiss.
- Centaurea dertosensis Costa
- Centaurea dutosensis Costa ex Nyman
- Centaurea lagascana subsp. podospermifolia (Loscos & Pardo) Dostál
- Centaurea podospermifolia
- Centaurea stoebe f. cuneifolia (Sm.) Stoj. & Acht.
- Colymbada podospermifolia Holub[3]